# Glenda Miranda
Glenda Cecilia Miranda Alvarado (ur. 6 grudnia 1985) – ekwadorska judoczka. Olimpijka z Pekinu 2008, gdzie zajęła trzynaste miejsce w wadze ekstralekkiej.
Uczestniczka mistrzostw świata w 2003 i 2007. Startowała w Pucharze Świata w 2004 i 2008. Zajęła piąte miejsce na igrzyskach panamerykańskich w 2003 i 2007. Zdobyła cztery medale na mistrzostwach panamerykańskich w latach 2005-2009. Złota medalistka igrzysk Ameryki Południowej w 2002 i brązowa w 2006. Zdobyła cztery medale na mistrzostwach Ameryki Południowej. Wygrała igrzyska boliwaryjskie w 2001; trzecia w 2005 i 2009 roku.

## Letnie Igrzyska Olimpijskie 2008
| Konkurencja | Eliminacje           | Repasaże                  | Klas. końcowa |
| Konkurencja | Przeciwnik I         | Przeciwnik I              | Miejsce       |
| ----------- | -------------------- | ------------------------- | ------------- |
| 48 kg       | Yanet Bermoy (CUB) P | Ludmiła Bogdanowa (RUS) P | 13.           |